# Take It Off (musikalbum)
Take It Off är ett musikalbum av Chic som lanserades 1981 på Atlantic Records. Efter att discomusiken minskat i popularitet mot slutet av 1979, började Chic – som varit en av de största discogrupperna – förlora popularitet. Detta var gruppens första album som inte tog sig in bland de 100 bäst säljande i USA, och det innehöll ingen stor singelhit, även om albumets inledande låt "Stage Fright" nådde viss framgång på Billboards R&B-singellista.

## Låtlista
1. "Stage Fright" - 3:55
2. "Burn Hard" - 5:12
3. "So Fine" - 4:10
4. "Flash Back" - 4:28
5. "Telling Lies" - 2:28
6. "Your Love Is Cancelled" - 4:12
7. "Would You Be My Baby" - 3:34
8. "Take It Off" - 5:12
9. "Just Out of Reach" - 3:45
10. "Baby Doll" - 3:10

## Listplaceringar
- Billboard 200, USA: #124[1]